# L-O-V-E
L-O-V-E ist ein Jazzsong mit einem Text des Musikproduzenten Milt Gabler und einer Melodie des deutschen Komponisten und Orchesterdirigenten Bert Kaempfert.
Nachdem bereits 1964 auf Bert Kaempferts Album Blue Midnight eine Instrumentalversion erschienen war, nahm der amerikanische Sänger und Musiker Nat King Cole das Lied als Erster mit dem Text von Milt Gabler auf. Coles gleichnamiges Musikalbum erschien 1965 (wenige Tage bevor er wegen Lungenkrebs ins Krankenhaus eingeliefert werden musste) und erreichte Platz 4 der US-amerikanischen Billboard Charts. Nat King Cole nahm das Stück außerdem in französischer, spanischer, japanischer, deutscher und italienischer Sprache auf.

## Komposition

### Text
Der Anfang des Textes beschreibt ein Akrostichon:
Es wird jeweils ein Buchstabe und ein „Element“ der Liebe genannt, welches mit einem der vier Buchstaben aus „Love“ beginnt. So entsteht das Wort „Love“.
L is for the way you look at me
O is for the only one I see
V is very, very extraordinary
E is even more than anyone that you adore can love
Der Text fährt mit folgenden Worten fort:
Love is all that I can give to you
Love is more than just a game for two
Two in love can make it
Take my heart and please don’t break it
Love was made for me and you

Der deutsche Text in der Version von Nat King Cole lautet wie folgt:
L heißt lieb mich und die Welt ist mein
I heißt immer möcht’ ich bei Dir sein
E heißt ewig denken
B heißt Blumen schenken
E als letztes bliebe denn das ganze Wort heißt Liebe
Liebe steht seit vielen Jahren schon
Unter L in meinem Lexikon
Doch seit ein paar Tagen
brauch’ ich nicht mehr nachzuschlagen
Denn ich lieb’ nur Dich allein!

### Harmonie und Melodie
Das Lied basiert auf einer recht einfachen, die Funktionen Tonika, Dominante, Subdominante und Doppeldominante umfassenden Harmoniefolge.
Die erste Phrase der Melodie („L is for the way you look at me“, Anfangston g) wird zunächst eine Stufe tiefer gesetzt („O is for the only one I see“, Anfangston fis), dann zwei Stufen höher („Two in love can make it“, Anfangston h). Die Melodie zur Phrase „Love was made for me and you“ beginnt wieder mit g, schließt aber anders als zuvor, indem die Melodie zurück zum g führt.

### Arrangement
Im ersten Teil des Liedes wird Coles Gesang von einer Rhythmusgruppe mit Klavier, Schlagzeug, Kontrabass und Gitarre begleitet, in der zweiten Strophe („Love is all that I can give to you …“) treten Streicher hinzu. Ein Trompetensolo, unterstützt durch Big-Band-Bläser, schließt sich an, dann setzt Cole wieder ein, jetzt in A-Dur.

## Versionen
Neben der Einspielung durch Nat „King“ Cole und der Instrumentalversion von Bert Kaempfert bestehen u. a. folgende Coverversionen:
- Natalie Cole, Nat Coles Tochter, auf dem Album Unforgettable (1991)
- Dionne Warwick auf dem Album "The Windows of the World" als Soulsong (1967)
- Sacha Distel auf dem Album When I Fall In Love
- Joss Stone, die aus dem Song eine Mischung aus Pop und R'n'B machte (2007)
- Michael Bublé für den Film Why Did I Get Married? als klassischer Swing mit Big Band (Bublé veröffentlichte seine Version als Bonustrack auf seinem Album Call Me Irresponsible 2007)
- Jools Holland und Rico Rodriguez auf dem Album The Informer (2008)
- Eine Aufnahme im TV-Werbespot für den Honda Accord (2008)
- Bria Skonberg auf ihrem Album Fresh (2009)
- The BossHoss & Nena auf dem Album Liberty of Action und im Soundtrack zum Film Rubbeldiekatz (2011)
- Michael Feinstein als Titelsong zur Serie Why Women Kill (2019)

## Kommerzieller Erfolg

### Chartplatzierungen
| ChartsChartplatzierungen       | Höchstplatzierung | Wochen |
| ------------------------------ | ----------------- | ------ |
| Vereinigte Staaten (Billboard) | 81 (4 Wo.)        | 4      |

| ChartsChartplatzierungen | Höchstplatzierung | Wochen |
| ------------------------ | ----------------- | ------ |
| Schweiz (IFPI)           | 75 (3 Wo.)        | 3      |

### Auszeichnungen für Musikverkäufe
Nat King Cole

| Land/Region                  | Auszeichnungen für Musikverkäufe (Land/Region, Auszeichnung, Verkäufe) | Verkäufe |
| ---------------------------- | ---------------------------------------------------------------------- | -------- |
| Spanien (Promusicae)         | Gold                                                                   | 30.000   |
| Vereinigtes Königreich (BPI) | Gold                                                                   | 400.000  |
| Insgesamt                    | 2× Gold ·                                                              | 430.000  |